# Devil Inside
Devil Inside är en låt av det australiska bandet INXS, skriven av Michael Hutchence och Andrew Farriss och är en av bandets mest kända låtar. Låten är väl ihågkommen för riffet och Hutchences viskningar. Låten var den 2 av 5 singlar som släpptes från albumet Kick och nummer 3 på detta album.
Låten nådde #2 på Billboard 100 i USA, #47 i Storbritannien, #20 i Frankrike och #6 i Australien.
Låten släpptes som singel i februari 1988 och på albumet "Kick" som släpptes den 19 oktober 1987.